# 47 Ursae Majoris
47 Ursae Majoris (también abreviado como 47 UMa), o también designado como Chalawan por la Unión Astronómica Internacional, es una estrella enana amarilla similar al Sol situada en la constelación de la Osa Mayor. Se localiza al sureste de ω Ursae Majoris, suroeste de ψ Ursae Majoris y noreste de 46 Ursae Majoris. En 2002 se conoció que 47 Ursae Majoris contaba con dos planetas extrasolares orbitando a su alrededor. El 6 de marzo de 2010 se confirmó la existencia del tercer planeta, 47 Ursae Majoris d. 47 Ursae Majoris se encuentra entre las cien estrellas objetivo de la NASA para su misión Terrestrial Planet Finder.

## Distancia y visibilidad
47 Ursae Majoris se encuentra relativamente cercana al sistema solar: de acuerdo con medidas astrométricas realizadas por el satélite Hipparcos, la estrella exhibe una paralaje de 71.04 milisegundos de arco, correspondientes a una distancia de 45.9 años luz o 14.1 pársecs. Con una magnitud aparente de +5.03, es visible a simple vista en buenas condiciones.

## Características
Con una masa similar a la masa solar, 47 Ursae Majoris es ligeramente más rica en metales que el Sol, contando con alrededor del 110 % de la abundancia solar en hierro. De tipo espectral G1V, su temperatura efectiva es algo mayor que la del Sol, en torno a 5855 K. 47 Ursae Majoris tiene una magnitud absoluta de +4.29, lo que supone una luminosidad visual un 60 % mayor que la luminosidad solar. Su período de rotación, de unos 24 días, es también similar al del Sol.
Como el Sol, 47 Ursae Majoris se encuentra en la secuencia principal, convirtiendo hidrógeno en helio en su núcleo mediante fusión nuclear. De acuerdo con su actividad cromosférica, la estrella puede tener en torno a 6000 millones de años de antigüedad, aunque modelos de evolución estelar sugieren una antigüedad superior, de unos 8700 millones de años.

## Sistema planetario

### 47 Ursae Majoris b

Órbitas de los planetas del sistema de 47 Ursae Majoris.

En 1996, Geoffrey Marcy y R. Paul Butler anunciaron que un planeta extrasolar orbitaba alrededor de 47 Ursae Majoris. El descubrimiento se produjo observando el cambio en la velocidad radial de la estrella, cuando se percibió la gravedad de un planeta a su alrededor. Las medidas fueron realizadas mediante el efecto Doppler en el espectro de la estrella. El planeta, llamado 47 Ursae Majoris b (y posteriormente designado propiamente como Taphao Thong por la Unión Astronómica Internacional), fue el primer planeta extrasolar descubierto tras un largo tiempo. Al contrario que la mayoría de planetas extrasolares conocidos, 47 Ursae Majoris b tiene una órbita con muy poca excentricidad. El planeta tiene al menos 2.63 veces la masa de Júpiter y tarda 1089 días en completar su giro alrededor de su estrella. Si se encontrara en el sistema solar, se situaría entre las órbitas de Marte y Júpiter.
En 2001, medidas astrométricas preliminares realizadas por el satélite Hipparcos aportaron datos sobre la órbita de 47 Ursae Majoris b, afirmando que este tenía una inclinación de 63.1º. Si estas medidas se confirman, implicaría que la masa del planeta sería 2.9 veces la de Júpiter. Sin embargo, análisis posteriores demostraron que las medidas de Hipparcos no son lo suficientemente precisas como para determinar las órbitas de dichos planetas, y así pues, la inclinación y la masa real continúan siendo desconocidas.

### 47 Ursae Majoris c
El descubrimiento de un segundo planeta, denominado 47 Ursae Majoris c (y posteriormente designado como Taphao Kaew), fue anunciado por Debra Fischer, Geoffrey Marcy y R. Paul Butler en 2002. El descubrimiento se realizó usando el mismo método de velocidad radial usado para detectar al primer planeta. De acuerdo con las afirmaciones del equipo de descubridores, el planeta tarda en torno a 2594 días en completar su órbita. Este dato es similar al de Júpiter y Saturno en el sistema solar, con un radio de órbita cercano a 5:2 y una proporción de masa aproximadamente igual.
Los análisis realizados posteriormente no pudieron confirmar la existencia del segundo planeta, y se sugirió que el conjunto de datos utilizados en su descubrimiento fallaban. De hecho, tales análisis establecieron que era altamente improbable la existencia de un planeta con un periodo similar a 2500 días, pero sí era posible que tal planeta tuviese un periodo de 6500 días o superior. El modelo que mejor se ajusta a los datos empíricos indica que es posible que el planeta tenga un período de 7856 días y que esté situado a 7,73 UA. De todos modos, los parámetros del segundo planeta continúan siendo desconocidos.

### 47 Ursae Majoris d
En 2010, el descubrimiento de un tercer planeta, designado 47 Ursae Majoris d, se hizo mediante el uso del Periodograma Kepler Bayesiano. El uso de este modelo en este sistema planetario permitió descubrir que es 100 000 veces más probable tener tres planetas que dos planetas. Este descubrimiento fue anunciado por Debra Fischer y P. C. Gregory. Este 1.64 MJ planeta tiene un período orbital de 14 002 días o 38.33 años y un semieje mayor de 11.6 UA con una moderada excentricidad de 0.16. Sería el planeta de más largo periodo descubierto por el método de velocidad radial, aunque planetas de más largo plazo solo han sido descubiertos por imágenes directas y medidas de tiempo de un púlsar.

### Posibles planetas
Las simulaciones sugieren que la parte central del sistema de 47 Ursae Majoris podría ser una zona de habitabilidad, y por lo tanto contener un planeta terrestre con una órbita estable, aunque otras regiones de dicha zona sufrirían trastornos por la influencia gravitacional de 47 Ursae Majoris b. Sin embargo, la presencia de un planeta gigante a 2.5 UA de la estrella, podría haber interferido en la formación de un planeta en la zona central, y reducido la cantidad de agua presente en estos planetas centrales durante su acrecimiento. Esto probablemente signifique que cualquier planeta terrestre orbital en la zona habitable de 47 Ursae Majoris sea pequeño y seco.
| Acompañante (En orden desde la estrella) | Masa (MJ)      | Período orbital (días) | Semieje mayor (UA) | Excentricidad |
| ---------------------------------------- | -------------- | ---------------------- | ------------------ | ------------- |
| b (Taphao Thong)                         | > 2.60 ± 0.13  | 1083.2 ± 1.8           | 2,11 ± 0,04        | 0.049 ± 0.014 |
| c (Taphao Kaew)                          | > 1.34 ± 0.22? | 7586 ± 727?            | 7.73 ± 0.58?       | 0.005?}       |
| d                                        | 1.64 ± 0.48    | 14002 ± 5095           | 11.6 ± 2.9         | 0.16 ± 0.16   |

## Mensajes enviados a 47 Ursae Majoris
A fecha de 2008, se han enviado dos mensajes METI a 47 Ursae Majoris. Ambos fueron transmitidos desde el radar más grande de Eurasia (el radar planetario de 70 metros de Eupatoria, en Ucrania). El primer mensaje, el Teen Age Message, fue enviado el 3 de septiembre de 2001 y llegará a 47 Ursae Majoris en julio de 2047. El segundo mensaje, Cosmic Call 2, fue enviado el 6 de julio de 2003 y llegará a 47 Ursae Majoris en mayo de 2049.